# The Biggest Ragga Dancehall Anthems 2000
The Biggest Ragga Dancehall Anthems 2000 – drugi album z serii kompilacji The Biggest Ragga Dancehall Anthems, wydany 3 października 2000 roku przez londyńską wytwórnię Greensleeves Records. 
2 grudnia 2000 roku album osiągnął 5. miejsce w cotygodniowym zestawieniu najlepszych albumów reggae magazynu Billboard (ogółem był notowany na liście przez 19 tygodni).

## Lista utworów

### CD 1
1. Capleton - "Crazy Looks"
2. Mr. Vegas - "She’s A Ho"
3. Ward 21 - "Blood Stain"
4. Elephant Man - "Truth Hurts"
5. Sean Paul - "Es Ee Ex"
6. Bounty Killer - "Black Power"
7. Beenie Man - "Ring Pon Finger"
8. Buccaneer - "Tight & Right"
9. Capleton - "Cuyah Cuyah"
10. Mr. Vegas - "Girls Time"
11. Hawkeye - "Twingy Twang"
12. Sizzla - "Attack"
13. Red Rat - "I’m A Big Kid Now"
14. Mr. Lexx - "Monkey’s Out"
15. Capleton - "Who Dem?"
16. Beenie Man - "L.O.Y."
17. Ward 21 - "Anti-Spy"
18. Bounty Killer & Barrington Levy - "I’m Free"
19. Mr. Vegas & Elephant Man - "What’s Up?"
20. Bounty Killer & Capleton - "Punanny Medley"

### CD 2
1. Mr. Vegas & Elephant Man - "Bun It"
2. Ward 21 - "Model & Pose"
3. Capleton - "Good In Her Clothes"
4. Beenie Man - "Cool Bwoy"
5. Buccaneer - "Hot To Ratid"
6. Sizzla - "Loving & Upright"
7. Mr. Vegas - "Thumbs Up"
8. Danny English - "Bun"
9. Goofy - "Aaam!"
10. Elephant Man - "$1000 Bill"
11. Mr. Lexx - "See Dem A Come"
12. Degree - "You Better Believe"
13. Sean Paul - "Back Off"
14. Capleton - "Bust It"
15. Beenie Man - "Moses Cry"
16. Elephant Man - "Watchie Pum"
17. Hawkeye - "Thug Anthem"
18. Bounty Killer & Richie Stephens - "Hot Gal"
19. Sean Paul - "Check It Deeply"
20. Beenie Man - "Badder Than The Rest"